# Christoph Luxenberg

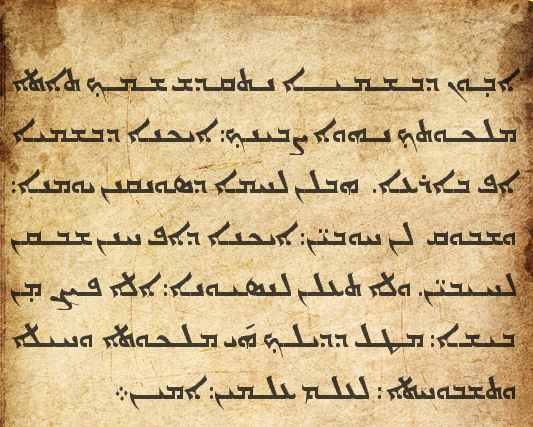
Bönen Fader vår på syriska.

Christoph Luxenberg är en pseudonym för en forskare som har publicerat forskningsresultat om Koranen.
Christoph Luxenberg har valt att använda sig av en pseudonym eftersom han har bedömt att det skulle kunna föreligga en risk för hans personliga säkerhet, eftersom hans resultat kan anses som kontroversiella.

## Verksamhet
Christoph Luxenberg anser sig ha spårat en stor del av ursprunget till Koranen till andra, och äldre, källor än Muhammed. Luxenberg är känd för sin tes att Koranen till större delar bara är en omarbetning av tidigare syrianska liturgiska kristna texter. Denna tolkning framförde han för första gången i sitt verk "Die Syro-Aramäische Lesart des Koran: Ein Beitrag zur Entschlüsselung der Koransprache".
Richard Kroes sammanfattar verkets argument på följande sätt: "According to Luxenberg, the Qur'an was not written in classical Arabic but in a mixed Arabic-Syriac language, the traders' language of Mecca and it was based on Christian liturgical texts. When the final text of the Qur'an was codified, those working on it did not understand the original sense and meaning of this hybrid trading language any more, and they forcefully and randomly turned it into classical Arabic. This gave rise to a lot of misinterpretations. Something like this can only have happened if there was a gap in the oral transmission of the Qur'anic text. That idea is in serious disagreement with the views of both traditional Muslims and western scholars of Islam."

## Utomakademisk betydelse
I media har det uppmärksammats att texter i Koranen som omnämner 72 oskulder i paradiset eventuellt skulle ha haft en ursprunglig betydelse av "vindruvor" eller "russin". Ett nummer av Newsweek stoppades i Pakistan då den innehöll en artikel om Christoph Luxenbergs forskningsresultat.